# Отряд самоубийц (фильм)
«Отря́д самоуби́йц» (англ. Suicide Squad) — американский супергеройский фильм режиссёра Дэвида Эйера, основанный на одноимённом комиксе издательства DC Comics и являющийся третьим по счёту фильмом Расширенной вселенной DC (DCEU) после «Бэтмена против Супермена: На заре справедливости» (2016). Премьера состоялась 1 августа 2016 года в Нью-Йорке, в мировой прокат фильм вышел 3 августа, в СНГ — 4 августа, в США — 5 августа.
«Отряд самоубийц» окупился в прокате, но получил преимущественно отрицательные отзывы критиков. Фильм получил премию «Оскар» за лучший грим и причёски, при этом был выдвинут в двух номинациях на антипремию «Золотая малина».

## Сюжет
После смерти Супермена агент разведки Аманда Уоллер собирает группу опасных преступников. Туда входят: сумасшедшая гимнастка-психопат Харли Квинн, наёмный убийца Флойд Лоутон / Дэдшот, гангстер-пирокинетик Чато Сантана / Эль Диабло, вор Диггер Харкнесс / Капитан Бумеранг, мутант-каннибал Уэйлон Джонс / Убийца Крок и специализированный наёмник Кристофер Вайс / Слипнот. Всех их Аманда вытаскивает из тюрьмы «Белль-Рив» и помещает под командование полковника Рика Флага. Отряд собираются использовать в качестве пушечного мяса в миссиях высокого риска для правительства Соединённых Штатов Америки. Каждому члену команды имплантируют в шею нанобомбу, которая сдетонирует, если кто-либо из отряда попробует взбунтоваться или сбежать.
Один из предполагаемых новобранцев Уоллер — девушка Рика Флага, доктор Джун Мун. Она — археолог, в которую, после открытия статуэтки проклятого идола, вселился дух ведьмы-богини, известной как «Чародейка». Но она быстро выходит из-под контроля Аманды, решив уничтожить человечество. Чародейка осаждает Мидвэй-Сити с ордой монстров и призывает себе на помощь своего брата Инкубуса. Затем Уоллер направляет отряд для эвакуации важной персоны из Нижнего города. Рик предупреждает их, что сердце Чародейки должно быть вырезано из неё, чтобы вернуть над ней контроль.
Перед их отъездом к Отряду присоединяется Тацу Ямасиро / Катана, которая искусно владеет мистическим мечом и выступает в роли телохранителя Флага. Возлюбленный Харли, Джокер, узнаёт о затруднительном положении своей девушки и спешит ей на помощь. Мучая одного из людей Уоллер, он узнаёт местонахождение объекта, где производят вживляемые нанобомбы. Найдя этот объект, Джокер шантажирует одного из учёных, участвующих в этой программе, чтобы он отключил бомбу Харли.
Почувствовав приближение Отряда, Чародейка разрушает их вертолёт, заставляя идти к цели пешком. По дороге Капитан Бумеранг убеждает Слипкнота, что бомбы являются лишь уловкой, чтобы держать их под контролем. Слипкнот пытается сбежать, и бомба в его шее детонирует. Команда подвергается атаке приспешников Чародейки, но им удаётся бежать к месту назначения в подземном бункере. Там они узнают, что их цель — сама Аманда Уоллер, которая изо всех сил пытается скрыть свою причастность.
Отряд провожает Уоллер на крышу, где за ней должен прилететь вертолёт. Но прибывший вертолёт оказался захвачен Джокером и его людьми, которые открывают огонь по крыше, пока Харли поднимается на борт. Тем не менее, вертолёт сбивают люди Уоллер, Джокер и Харли собираются вместе прыгать, но Харли падает из вертолёта в последний момент, в то время как сам Джокер, казалось бы, погибает в результате взрыва. После этого Харли Квинн вновь присоединяется к Отряду. Позже за Уоллер прилетает ещё вертолёт и перед улётом она говорит, что вышлет ещё вертолёт за главными героями. Но во время полёта вертолёт Аманды сбивает Инкубус. Тем временем, узнав местоположение Аманды, слуги Чародейки похищают её, чтобы доставить своей госпоже.
Аманда скомпрометирована, Рик освобождает Отряд от миссии и решает продолжить её в одиночку. Понимая, что у каждого из команды есть возможность проявить себя, все вскоре снова присоединяются к Флагу. Они находят Чародейку и Уоллер на частично затопленной станции метро. Крок плывёт под водой, чтобы заложить бомбу прямо под Инкубусом, в то время как другие борются с Чародейкой и её братом наверху. Эль Диабло в схватке полностью раскрывает свои способности и таким образом удерживает Инкубуса над точкой взрыва бомбы. Бомба взрывается под ними, убивая обоих, а также лейтенанта Джи Кью Эдвардса, подорвавшего сам заряд.
Члены Отряда дают Чародейке бой, но она одерживает верх и предлагает исполнить их самые сокровенные желания в обмен на верность ей. Харли симулирует интерес к её предложению, чтобы подобраться достаточно близко, и вырывает ей сердце. Сразу после этого Убийца Крок бросает взрывчатку в портал, открытый Чародейкой, Дэдшот стреляет во взрывчатку и взрыв закрывает портал.
Рик берёт сердце Чародейки и сминает, убивая её и тем самым освобождая Джун от её влияния. Затем члены Отряда возвращаются в тюрьму «Белль-Рив». За их заслуги Аманда сокращает им сроки на десять лет и обозначает им небольшие привилегии в тюрьме, кроме Капитана Бумеранга. Вскоре после этого Джокер, который пережил взрыв, врывается в тюрьму со своими людьми, чтобы спасти Харли. Войдя в её клетку, он обнимает любимую и говорит ей: «Пойдём домой».
В сцене после титров Аманда встречается с Брюсом Уэйном. Уэйн соглашается на взаимовыгодное сотрудничество: он защитит Аманду от огласки её промашки с Чародейкой, а она в ответ предоставит файлы правительства, в которых содержится информация о мета-людях. Аманда передаёт Брюсу папку с этой информацией, тот пролистывает её, и зритель может заметить среди прочих досье на Чародейку, Флэша и Аквамена. В конце разговора Уоллер тонко намекает на тайную жизнь Уэйна, как Бэтмена, на что Брюс говорит Аманде свернуть проект Отряда Самоубийц, или он с друзьями свернёт его сам.

## В ролях
| Актёр                     | Роль                                 |
| ------------------------- | ------------------------------------ |
| Уилл Смит                 | Флойд Лоутон / Дэдшот                |
| Джаред Лето               | Джокер                               |
| Марго Робби               | доктор Харлин Квинзель / Харли Квинн |
| Юэль Киннаман             | Рик Флэг                             |
| Виола Дэвис               | Аманда Уоллер                        |
| Джай Кортни               | Диггер Харкнесс / Капитан Бумеранг   |
| Джей Эрнандес             | Чато Сантана / Эль Диабло            |
| Адевале Акиннуойе-Агбадже | Уэйлон Джонс / Убийца Крок           |
| Айк Баринхолц             | начальник охраны Григгс              |
| Скотт Иствуд              | лейтенант Джи Кью Эдвардс            |
| Кара Делевинь             | Джун Мун / Чародейка                 |
| Карен Фукухара            | Тацу Ямасиро / Катана                |
| Адам Бич                  | Кристофер Вайс / Слипнот             |
| Алан Чиноуэ               | Бизнесмен / Инкубус брат Чародейки   |
| Джим Пэррак               | Джонни Фрост                         |
| Common                    | Монстр Т                             |
| Дэвид Харбор              | Декстер Толливер                     |
| Кеннет Чои                | Босс Якудзы                          |
| Бен Аффлек                | Брюс Уэйн / Бэтмен (камео)           |
| Эзра Миллер               | Барри Аллен / Флэш (камео)           |

## Создание

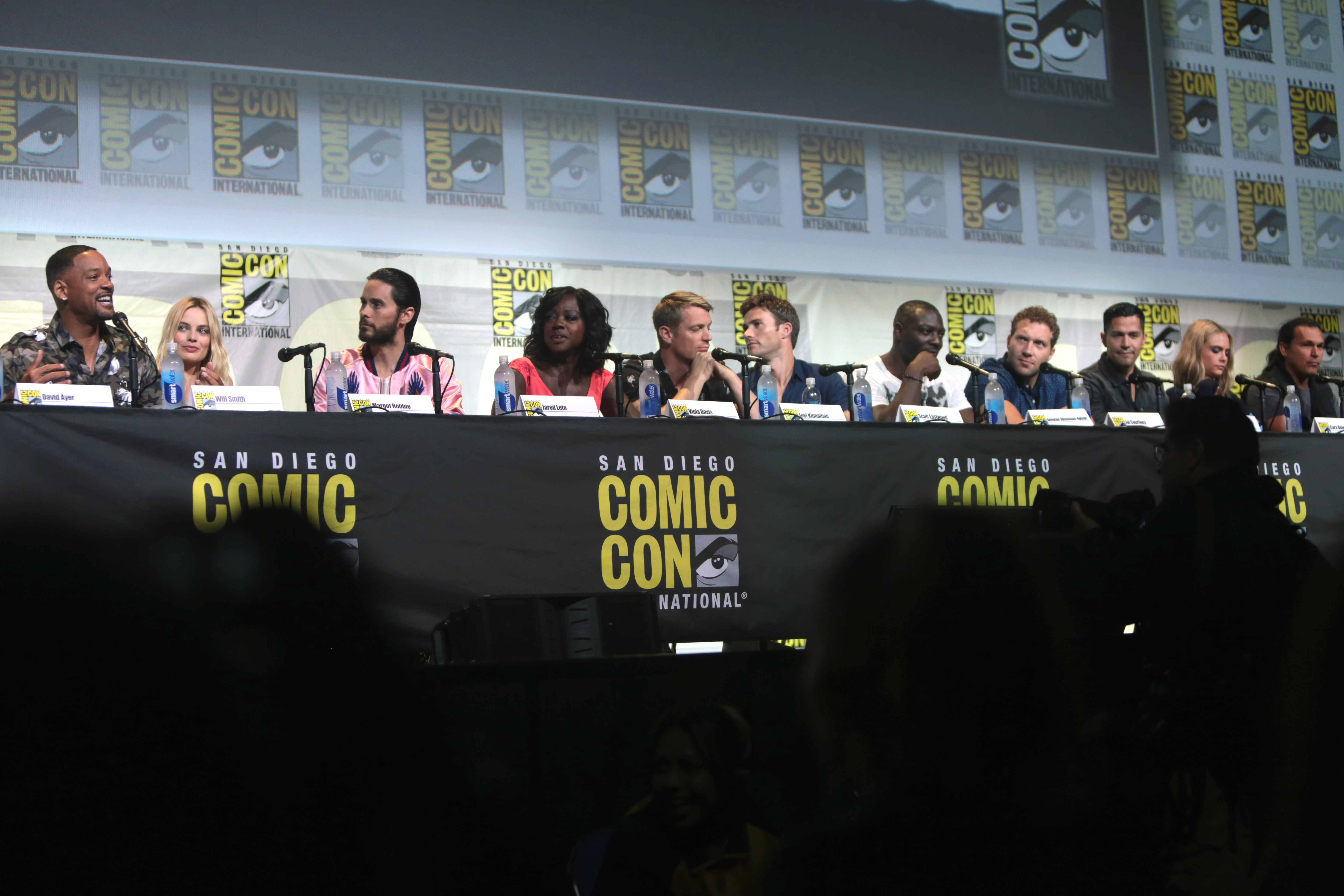
Актёрский состав «Отряда самоубийц» на San Diego Comic-Con International 2016. Слева направо: Уилл Смит, Марго Робби, Джаред Лето, Виола Дэвис, Юэль Киннаман, Скотт Иствуд, Адевале Акиннуойе-Агбадже, Джай Кортни, Джей Эрнандес, Кара Делевинь, Адам Бич

В феврале 2009 года, до создания Расширенной вселенной DC, Warner Bros. разрабатывала фильм с продюсером Дэном Лином и Джастином Марксом, который написал сценарий.
В сентябре 2014 года режиссёр Дэвид Эйр подписал контракт со студией, став режиссёром и автором сценария фильма.
В октябре 2014 года Warner Bros. объявила список предстоящих фильмов расширенной вселенной DC. «Отряд самоубийц» является третьей картиной этой вселенной после «Человека из стали» (2013) и «Бэтмена против Супермена: На заре справедливости» (2016).
В декабре 2014 был объявлен официальный актёрский состав, в который вошли: Кара Делевинь, Уилл Смит, Джаред Лето, Марго Робби, Джай Кортни и Виола Дэвис. В январе 2015 года Том Харди покинул проект; в феврале его место занял Юэль Киннаман. Весной 2015 года к проекту также присоединились Адевале Акиннуойе-Агбадже, Common, Джим Пэррак, Айк Баринхолц, Джей Эрнандес, Карен Фукухара, Адам Бич, Рэймонд Олубовейл и Скотт Иствуд. Камео в картине получили Бен Аффлек и Эзра Миллер.
В фильме также снимался Бен Аффлек в роли Брюса Уэйна/Бэтмена и Эзра Миллер в роли Барри Аллена/Флэша, чьи персонажи появились там в качестве камео. В сцене после титров Уоллер встречает Уэйна в ресторане и передаёт ему досье, содержащее информацию о будущих членах Лиги Справедливости.
Съёмочный период начался 13 апреля 2015 года в Торонто и проходил в Торонто и его окрестностях. Съёмки завершились 28 августа 2015 года В России фильм вышел 4 августа 2016 года.

## Прокат
В мировой прокат фильм вышел 3 августа 2016 года в форматах 2D, 3D и IMAX 3D, в России — 4 августа, в США — 5 августа; общие сборы составили более 745 миллионов долларов. В прокате США «Отряд самоубийц» стал самым кассовым августовским фильмом в истории, собрав 133,7 миллион долларов за первый уик-энд. В российском прокате картина также установила исторический рекорд, за первый день показа собрав 254 миллиона рублей, и, таким образом, превзошла результат, установленный в 2013 году «Железным человеком 3», — 249,3 миллиона рублей в России и 257,3 миллиона рублей в СНГ.

## Отзывы и оценки
Картина получила множество негативных отзывов кинокритиков. На сайте Rotten Tomatoes фильм имеет рейтинг 26 %, основываясь на 324 отзывах. «„Отряд самоубийц“ собрал звёздную команду суперзлодеев и не знает, что с ними делать… Результат напоминает спортивную „команду мечты“, совместные усилия которой далеко не сравнимы с индивидуальными талантами игроков», — отмечено в рецензии The Hollywood Reporter.
В рецензии еженедельника Variety было высказано мнение, что картина «казалась противопоставлением всем заштампованным фильмам по комиксам, но на деле она оказалась просто ещё одной версией того же». Более того, южноафриканская рэп-группа Die Antwoord обвинила Дэвида Эйра в плагиате, заявив, что образы Джокера и Харли Квинн были незаконно скопированы со сценического имиджа исполнителей, о чём якобы проговорились Кара Делевинь и Джаред Лето, а в ответ на телефонные звонки и требования объяснить ситуацию Эйр постоянно бросал трубку и отказывался вообще разговаривать.
Присутствуют также и положительные отзывы критиков. В рецензии еженедельного журнала Entertainment Weekly отмечено, что по сравнению с фильмом «Бэтмен против Супермена» «Отряд самоубийц» является «шагом вперёд», но небольшим. Газета USA Today охарактеризовала картину как «гордо поднятый средний палец» в адрес фильмов такого типа.

## Награды и номинации
| Год  | Премия                | Категория                            | Номинанты                                             | Результат |
| ---- | --------------------- | ------------------------------------ | ----------------------------------------------------- | --------- |
| 2017 | Оскар                 | Лучший грим и причёски               | Алессандро Бертолацци, Джорджо Грегорини и К. Нельсон | Победа    |
| 2017 | Сатурн                | Лучший фильм, основанный на комиксах |                                                       | Номинация |
| 2017 | Сатурн                | Лучшая киноактриса второго плана     | Марго Робби                                           | Номинация |
| 2017 | Сатурн                | Лучший грим                          | Аллан Апон, Джо-Энн Макнил и Марта Роггеро            | Номинация |
| 2017 | MTV Movie & TV Awards | Лучший злодей                        | Джаред Лето                                           | Номинация |
| 2017 | Империя               | Лучший грим и причёски               |                                                       | Номинация |
| 2017 | Золотая малина        | Худший сценарий                      | Дэвид Эйер                                            | Номинация |
| 2017 | Золотая малина        | Худшая мужская роль второго плана    | Джаред Лето                                           | Номинация |

## Игра
По мотивам фильма вышло приложение «Suicide Squad: Special Ops» (англ. Отря́д Самоуби́йц: Спецназ), доступное на платформах Android и iOS. Игра представляет собой шутер от первого лица, а геймплей сводится к продвижению по Мидвэй-Сити и выживании против волн противника на ограниченных аренах. Протагонистами игры являются Харли Квинн, Дэдшот и Эль Диабло.

## Продолжение
Как сообщает Variety, Warner Bros. выбрала более профессионального режиссёра для сиквела. Постановщиком выступил Гэвин О’Коннор, который известен по картинам «Расплата» и «Воин».
Он же взял на себя роль сценариста вместе со своим партнёром Энтони Тамбакисом. съемки фильма начались в сентябре 2019 года и закончились в феврале 2020 Уилл Смит был занят другими проектами. В первую очередь, актёр играл Джинна в экранизации «Аладдина» от Disney и режиссёра Гая Ричи.
Постановщик оригинального «Отряда самоубийц» Дэвид Эйер не участвовал в работе над сиквелом, вместо этого занимается «Сиренами Готэм-сити» про Харли Квинн.

Идея съёмок фильма о Джокере возникла после выхода «Отряда самоубийц». Джаред Лето в роли Джокера настолько заинтересовал зрителей, что создатели фильма предпочли снимать не продолжение «Отряда самоубийц», а «Джокера».
Тодд Фельдман написал мне вместе с Тоддом Филлипсом. Мрачно. Это похоже на темную версию Джокера. В детстве у него была постоянная улыбка, и все издевались над ним. Это похоже на улицы Бруклина. Это супер очень мрачно и реалистично.
Изначально сообщалось, что главную роль сыграет Джаред Лето. Позже было принято решение, что фильм «Джокер» положит начало новой сюжетной линии, вследствие не схож на предыдущее фильмы франшизы. Сюжет фильма начинается с клоуна, терпящего обиды и унижения. Позже он становится злодеем. Хоакин Феникс как раз искал съёмок в фильме с подобным сюжетом. Так уж совпало, что он сыграет главного героя. Студия планирует начать с фильма о Джокере, положив начало новой линейке кинокомиксов. Картины не будут связаны с основной серией DC и Лигой справедливости. Режиссёром выступил Тодд Филлипс.